# 绿迪布罗瓦 (扎波罗热州)
47°50′31″N 35°57′38″E / 47.84194°N 35.96056°E
绿迪布羅瓦（烏克蘭語：Зелена Діброва）是位於烏克蘭東南部的村莊，由扎波羅熱州扎波羅熱区的新米科拉伊夫卡市鎮負責管轄。該村面積6.34平方公里，海拔高度110米，2001年人口104，人口密度每平方公里16.4人。